# 脱藩道
脱藩道（だっぱんどう）は、脱藩を決意した武士が、自らの藩籍を置く当該地を出立してから、藩外の目的地に到着するまでの道程、またはその道自体のことである。「だっぱんみち」と読むこともある。一般には坂本龍馬が文久2年（1862年）に脱藩した時の道を指すことが多い。現在では、龍馬脱藩の道として、その足跡をたどる観光ルートも整備されている。

## 用語の使用時期
「脱藩」という用語は、明治以降に、藩政期の歴史を語る上で造られた言葉であり、それ以前は「出奔」（しゅっぽん）という言葉が用いられていた。「脱藩道」という用語は主に戦後、使用されるようになったが、歴史上の人物の中では、最も人気の高い一人である坂本龍馬も同志沢村惣之丞を伴って脱藩しており、かつ、その脱藩ルートの何割かは山中を通っているため、現代に古道が残っている区間もあることから、一種の街道として認識されるようになった。

## 坂本龍馬の脱藩道

### 正式な街道名
「脱藩道」は当該道の便宜的名称であり、その全て、もしくは何割かは有名な街道や往還である場合が多い。坂本龍馬の脱藩道については、昭和50年代までと60年代からとでは、古記録（写し）の発表によるルートの変更（四国内）が見られるが、須崎廻り説の場合、高知市上町の龍馬の自宅西方約900メートル (m) にあった思案橋番所を基点とし、須崎市の須崎番所までは「中村街道」で、そこから梼原町の中心部までは「梼原街道」、梼原から終点の愛媛県大洲市までは「大洲街道」と呼称された。ただし、大洲市周辺から梼原方面に向かう場合、伊予の在住者はその道を「梼原街道」と呼んだ。つまり、土佐人と伊予人では「梼原街道」の用語認識が全く異なることになる。
1996年に文化庁が選定した「歴史の道百選」では、脱藩道の内、梼原町と愛媛県西予市野村町との境界の峠である「韮ケ峠（にらがとう）」から脱藩道の陸路の終点である内子町宿間までを「梼原街道—韮ヶ峠越」の名称で認定している。
現在、坂本龍馬の脱藩道としては、須崎廻り説は傍流となり、佐川説が主流となっているが、その場合、龍馬の自宅から思案橋、そして更に西にあった「雁切の渡し」を渡った地点（現在の紅葉橋南袂西方の三叉路）までは須崎廻り説と同じ中村街道である。そこから佐川町までは特に有名な街道ではなく、全ルートを指す総称も知られていない。しかしながら、佐川町南部から津野町との境界の朽木（くちき）峠を経て、麓の津野町の姫野々番所までは「葉山街道」という名称が付いている。姫野々から梼原までは前述の梼原街道に含まれる。
現在の脱藩ルート説では、龍馬は宿間から川舟に乗り、大洲市長浜町の江湖（えご）という港に着き、港町の豪商宅で一夜を過ごし、翌日、長浜港から船便で山口県上関町の港に渡り、そこで宿泊。次の日には再び船で山口県防府市三田尻へと向かっている。
龍馬は三田尻の長州藩御茶屋内の招賢閣に泊まり、翌日、陸路を下関に向けて行っているが、御茶屋から同市植松の「大崎の渡し」までのルートは詳らかではない。
大崎の渡しからは山陽道を終点の下関市観音崎町の永福寺門前にあった一里塚まで進み、そこからはその延長にある海岸沿いの道を西から北へと回り、勤王豪商、白石正一郎邸へと向かった。同邸が龍馬の脱藩道の終点となる。

### 佐川説と須崎廻り説の伝承
龍馬は1862年3月24日、自宅を出立し、翌日の夜半、梼原の那須俊平・信吾父子邸に泊まっているが、その間の道筋についての古記録は皆無である。佐川説のルートは、高知市から梼原町までの最短コースとして、昔から人々が行き交ったルートである。
一方、須崎廻り説は遠回りとなるが、途中に越える峠の標高が佐川説のルートの峠より低く、かつ、一般的に知られている伝承が存在する。龍馬が脱藩した数日後、龍馬の兄の権平が、龍馬と親交の深かった濱田栄馬の家に行き、龍馬の行方を尋ねると、「人を雇って詮議したところ、須崎の町で龍馬の姿を見た者があった」というもの。ただし、龍馬の具体的な目撃場所、詮議に関わった人物や場所、その詮議の模様を見ていた人物など、全く判明していない。
その点、佐川説には、一般に広く知られている伝承はほとんどないが、複数の龍馬の脱藩道関連本には須崎の伝承よりはるかに具体的な口碑が記述されている。龍馬が佐川町斗賀野の藩士、山口彦作邸で食事し、彦作の聟で土佐勤王党員でもある片岡孫五郎が斗賀野から津野町姫野々まで、龍馬を道案内した、という伝承である。これを記載している本の一つ、前田秀徳著『写真集龍馬脱藩物語』（43頁参照）では、これは龍馬のことではなく中岡慎太郎の伝承が変容したもの、としているが、春野公麻呂著『龍馬が辿った道』（144,173,216–217頁参照）では、これは龍馬の脱藩時の出来事であり、姫野々や同津野町高野に残る龍馬の伝承地や、関わった他の勤王党員の名や屋敷跡についても記載している。

### 九十九曲峠越え説と韮ケ峠越え説の伝承
「九十九曲（くじゅうくまがり）峠」とは、梼原町と西予市城川町との境界に　ある峠で、昭和50年代まで、龍馬はこの峠を越えて脱藩したものと見られていた。その説が生まれたきっかけは、その峠とその上り口にあたる宮野々番所跡に旧梼原村が1935年、建立した碑にある。峠の碑面には「勤王の志士　脱藩遺跡」と刻字されており、番所跡の碑には「土佐勤王烈士十二人前後　此ノ関門ヲ脱出シ皆難ニ殉ス」と刻字され、その下には12人の志士の名前が列挙されているのであるが、最初に龍馬の名を挙げているのである。つまり、龍馬も他の志士同様、この宮野々番所を破って九十九曲峠を越え、脱藩したものとみなしているのである。これらの碑の建立に尽力したのが、土佐勤王党員であった田中光顕であるだけに、誰もその碑文の内容に疑いを持たなかったのである。
この峠道における、一般に知られている龍馬の伝承は、峠から愛媛県側に下った所にある「龍馬の小便杉」くらいである。龍馬が休止した際、道沿いの杉の木に小便をかけたというのである。
現在主流となっている韮ケ峠越え説は1988年11月、愛媛県在住の歴史研究家、村上恒夫が各マスコミに発表した説で、峠の位置やルートは九十九曲峠説ルートよりも北になる。その発表は古記録の写しを元に行ったのであるが、その写しとは、1873年11月15日、龍馬の義兄にあたる高松順蔵（小埜）が、龍馬の脱藩時、同行した澤村惣乃丞からの口述筆記による文書（「覚書・関雄之助口述之事」）を写し取ったものである。これには龍馬が脱藩した際のルート上の目ぼしい地名が、梼原町四満（万）川から防府市三田尻まで記されているのである。
これを元に村上恒夫は愛媛県内の脱藩道を明らかにしたが、高知県内については、梼原町の有志や教育委員会が地元の町の脱藩道を調査し、後に龍馬会を設立して地域振興に寄与した。他の地区では、津野町の布施坂や朽木峠等の一部の古道が判明したのみであった。それらも含めた全ての地区の脱藩道を明らかにしたのが、春野公麻呂著の『龍馬が辿った道』（105–146頁参照）であるが、高知県日高村の日下大橋番所手前から佐川町斗賀野までの区間は、一般的な佐川説とは若干異なる部分がある。
更にこの韮ケ峠越え説には、非常に具体的な伝承がある。韮ケ峠に到るまでの間にある松ケ峠（まつがとう）番所を龍馬が脱藩時に通過した際、「坂本龍馬、まかり通る」と言って、堂々と番人の前を過ぎ去った、という伝承である。この伝承については、現地の説明板にも記述されているくらい有名であるが、前述の『龍馬が辿った道』（236–237頁参照）には、その時、龍馬を番所まで案内した人物の名や年齢、居住地までも記述されている。同書では、脱藩時になぜこのような大胆な態度を龍馬が取ることができたのか、ということについて、土佐勤王党員である藩の監察吏、曽和伝左衛門が、吉村虎太郎の脱藩時と同様に通行手形を融通したためではないかと記述している。
なお、龍馬の脱藩道を紹介した一般的な雑誌やガイド書では、1990年代後半に刊行された「龍馬脱藩ゆかりの道関連市町村協議会」編著の冊子『龍馬脱藩・ゆかりの道』を参考にするケースがほとんどであるが、この冊子でも佐川町の一部を遠回りのルートにしている。これは編者である協議会が、各自治体の観光部署で構成されていることが影響しており、佐川の観光名所が集中する町の中心部に、龍馬ファンをいざなおうとする意図が見て取れる。
本来のルートは土佐市谷地（やつじ）から佐川町永野に入ると、町の中心部には向かわず、そのまま南西の斗賀野に進んでいる。これは明治期に作成された陸軍陸地測量部の地形図に記載されている道を見ても明らかである。その永野-斗賀野直通の道は1900年、佐川町会において、郡道として改修することを高岡郡長に請願していることからしても、藩政期から主要道であったことが分かる。
また、同冊子は前述の四説、全てのルートを掲載してはいるが、須崎廻り説については、中村街道を載せず、高知市から須崎市までを佐川説と共用のコースにしているため、中村街道を辿る場合よりも更に遠回りになっている。